# Haltepunkt Eilendorf
Der Haltepunkt Eilendorf ist ein Haltepunkt im Aachener Stadtteil Eilendorf an der Schnellfahrstrecke Köln–Aachen zwischen Stolberg Hauptbahnhof und dem Bahnhof Aachen-Rothe Erde.

## Lage und Ausstattung

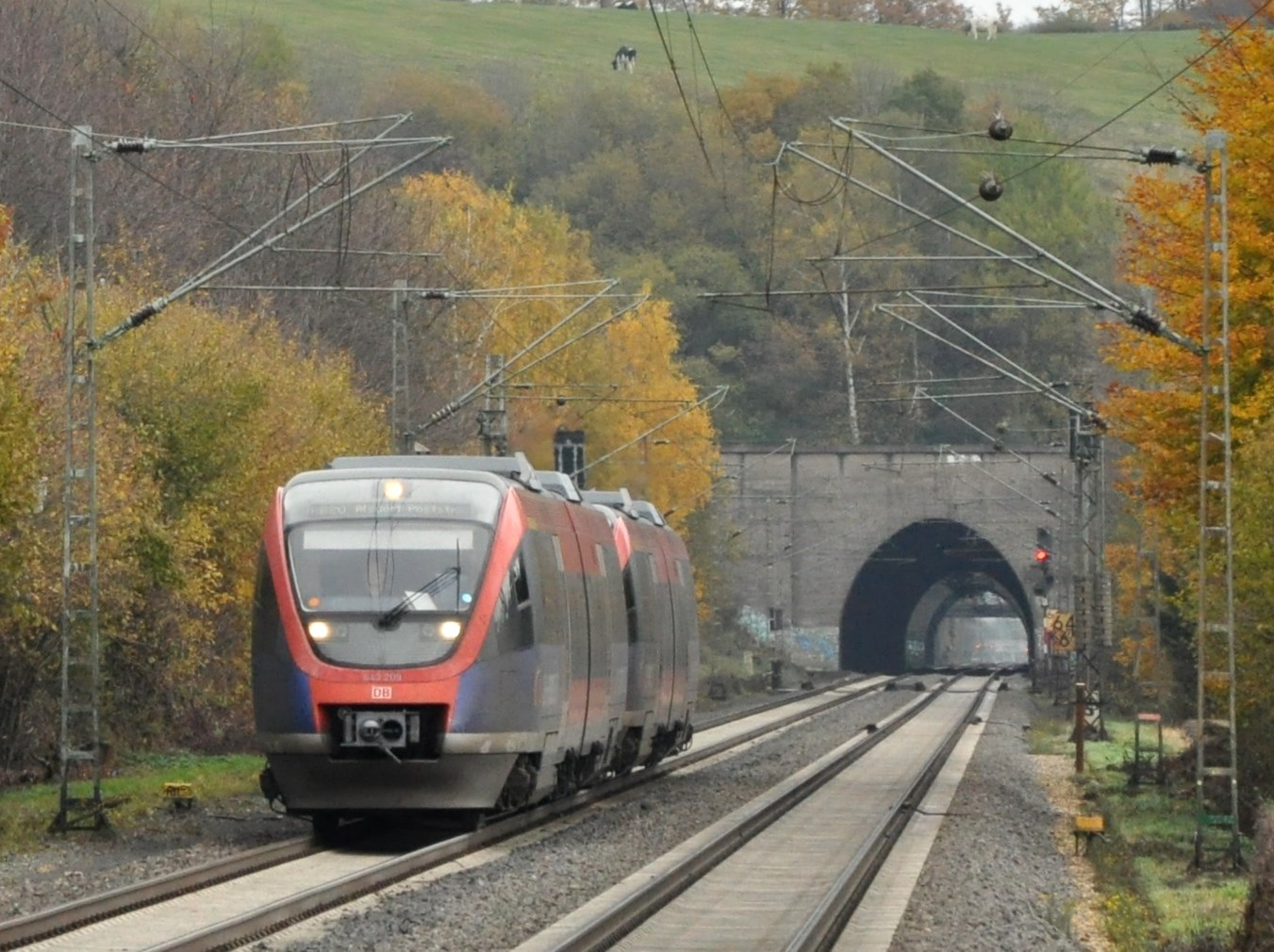
Blick vom Bahnsteig auf den Eilendorfer Tunnel

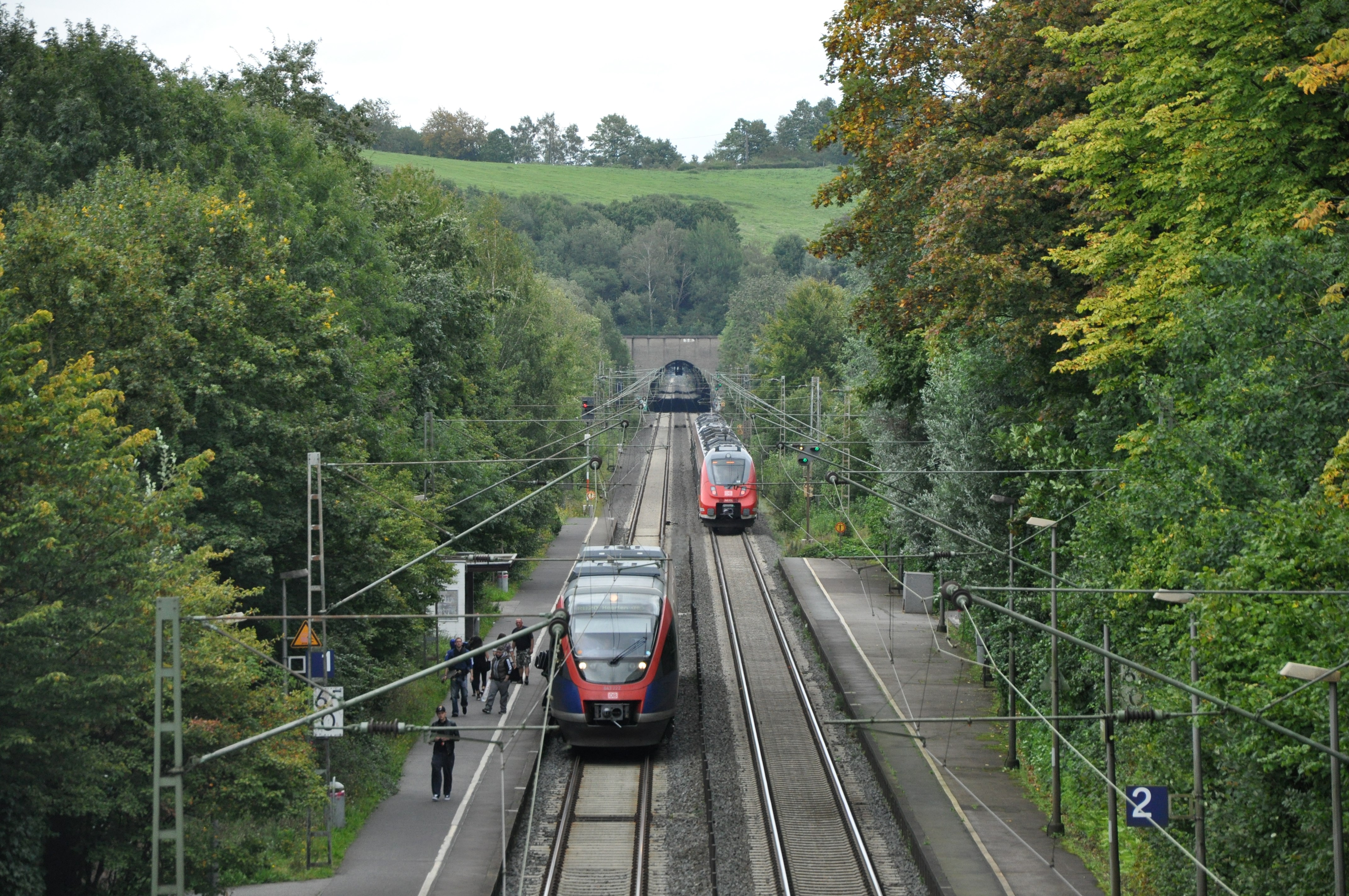
Blick von der als Überführung dienenden Straßenbrücke

Der Haltepunkt Eilendorf liegt an der Schnellfahrstrecke Köln–Aachen nördlich des Eilendorfer Ortskerns. Nördlich grenzt der Ortsteil Nirm an. Östlich des Haltepunkts schließt sich der Eilendorfer Tunnel an. Westlich, je etwa 200 Meter von den Bahnsteigen entfernt, befindet sich die Bushaltestelle Eilendorf Bahnhof der ASEAG.
Der Haltepunkt besitzt zwei Gleise, an die je ein 125 m langer Seitenbahnsteig anschließt. An jedem Bahnsteig sind ein Wartehäuschen, ein Fahrkartenautomat sowie ein einzeiliges, digitales Fahrgastinformationssystem vorhanden; am nördlichen Bahnsteig sind Lärmschutzwände installiert. Die Bahnsteige sind videoüberwacht. Des Weiteren existieren abschließbare Fahrradboxen hinter beiden Bahnsteigen.
Um die Bahnstrecke herum befindet sich ein Gefälle. Während die Zugänge, die sich jeweils in der Mitte eines Bahnsteiges befinden, ebenerdig sind, verläuft die Strecke in Richtung Aachen gesehen vor dem Haltepunkt Eilendorf oberhalb, nach dem Haltepunkt Eilendorf jedoch unterhalb des Umgebungsniveaus. Die Gleise lassen sich nicht am Haltepunkt selbst überqueren; dazu muss eine Brücke westlich oder eine Unterführung östlich des Haltepunkts benutzt werden.
Vom östlichen Ende der Bahnsteige bietet sich der Blick über die gerade Trasse auf den Eilendorfer Tunnel und den Nirmer Tunnel.
Im Bericht Stationsqualität im SPNV 2019 des Zweckverbands Nahverkehr Rheinland erreicht der Haltepunkt eine Gesamtergebnis von 96,27 % und damit die höchste Bewertungsklasse „mindestens akzeptabel“.

## Geschichte

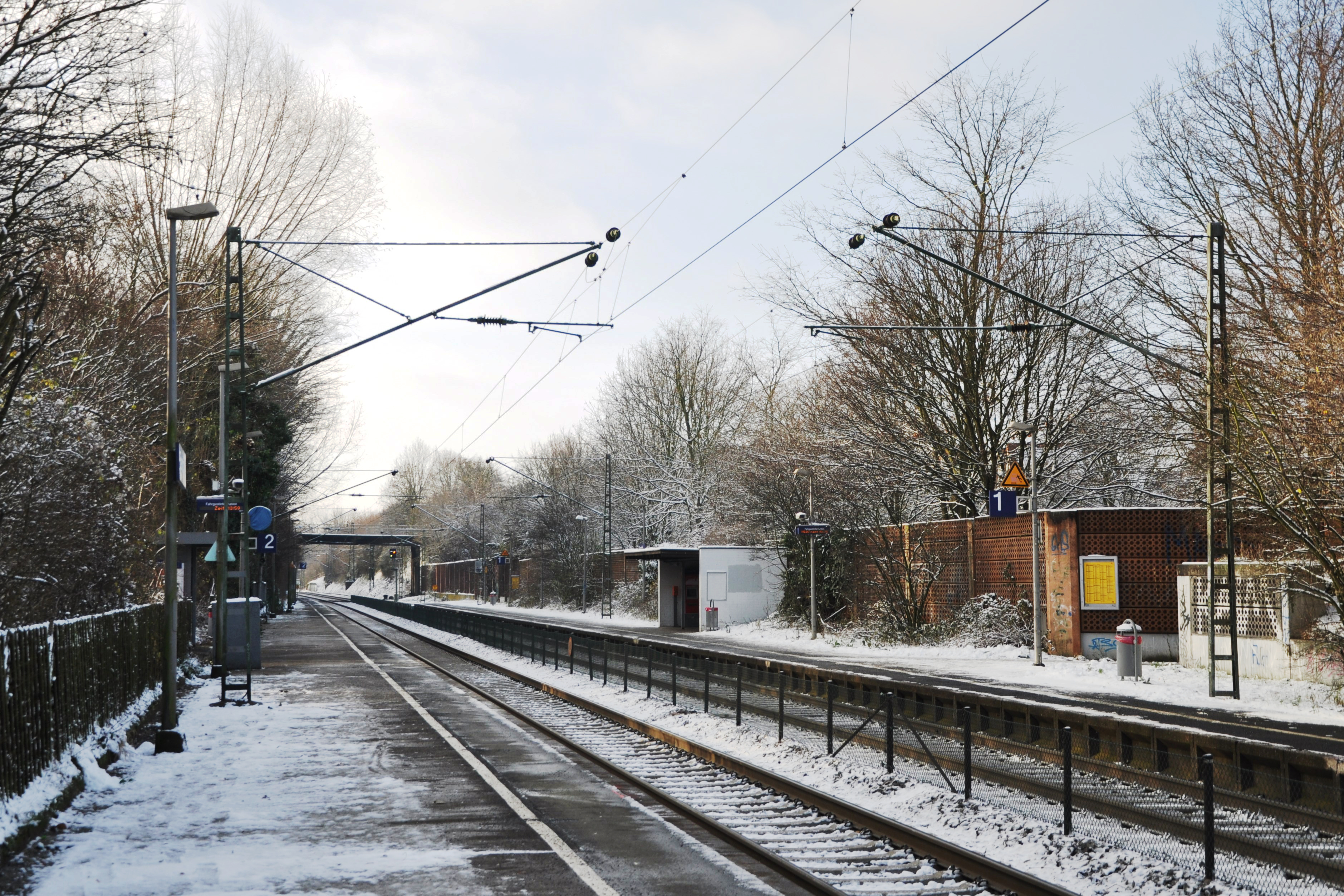
Haltepunkt Eilendorf im Dezember 2012

Am 1. September 1841 erfolgte die Eröffnung der Eisenbahnstrecke von Köln nach Aachen durch die Rheinische Eisenbahn-Gesellschaft. Bereits zu diesem Zeitpunkt befand sich in Eilendorf ein Haltepunkt, dessen Name bei seiner Inbetriebnahme Nirm lautete und der 1865 umbenannt wurde. Als ein benachbartes Sägewerk einen Gleisanschluss erhielt, wurde der Haltepunkt Eilendorf zum Bahnhof hochgestuft.
Im April 1897 wurde ein erstes, einstöckiges Bahnhofsgebäude auf der Südseite des Bahnhofs errichtet. Zwischenzeitlich war der Personenverkehr am Bahnhof Eilendorf eingestellt worden; 1897 erfolgte die Wiederaufnahme. Um 1920 wurde durch die Deutsche Reichsbahn ein neues, größeres Empfangsgebäude errichtet. Zu dieser Zeit befanden sich in Eilendorf neben den beiden Streckengleisen, zwischen denen ein Mittelbahnsteig zu finden war, noch ein Umfahrgleis und ein Gleis zur Güterabfertigung. Letztere war im ersten Bahnhofsgebäude von 1897 untergebracht.
Seine heutige Form erhielt der Haltepunkt Eilendorf im Zuge der Elektrifizierungsarbeiten an der Bahnstrecke Köln-Aachen, die von 1963 bis 1966 stattfanden. An die Stelle des Mittelbahnsteigs traten zwei Seitenbahnsteige; bis auf die Streckengleise wurden sämtliche Gleisanlagen demontiert und der Bahnhof wieder zum Haltepunkt. Das Empfangsgebäude wurde bis 1988 abgerissen.
2003 wurde in Eilendorf ein Halt der Regionalexpresslinie RE 9 Rhein-Sieg-Express eingerichtet, der zum Fahrplanwechsel 2009 jedoch wieder eingestellt wurde.
2018 wurden die Bahnsteige von 38 cm auf 76 cm erhöht, um einen ebenerdigen, barrierefreien Einstieg in die Züge zu ermöglichen. Dabei wurden die vorher über 200 m langen Bahnsteige auf 125 m verkürzt.

## Verkehr

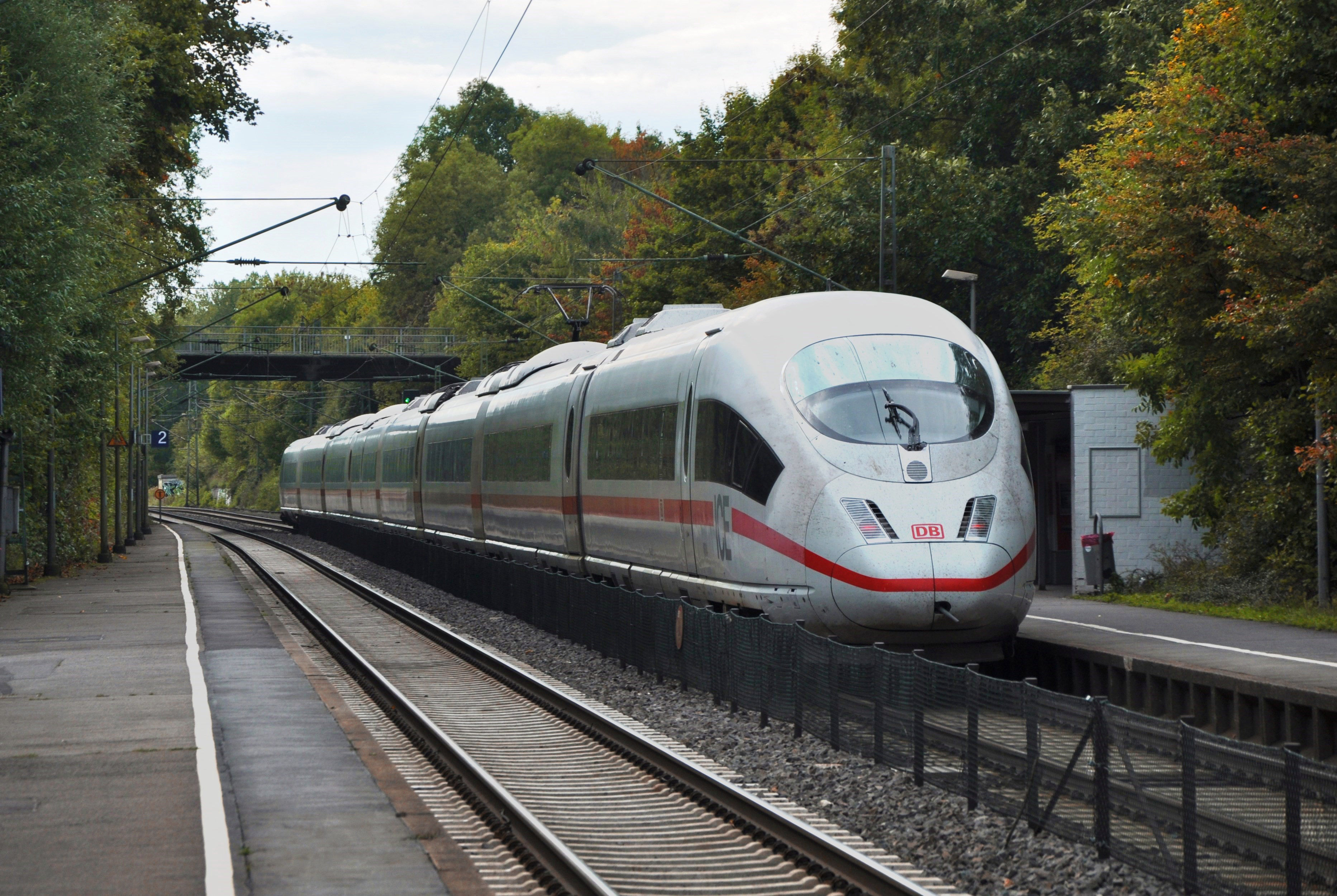
Der ICE nach Brüssel durchfährt Eilendorf

Der Haltepunkt Eilendorf wird tagsüber im Halbstundentakt von Zügen der Euregiobahn bedient. Diese bietet unter anderem Direktverbindungen nach Aachen, Düren, Stolberg-Altstadt und Alsdorf. Züge in Richtung Köln können mit einer Fahrt nach Stolberg Hbf und dortigem Umstieg in einen Regional-Express erreicht werden, wobei die Umsteigezeiten zwischen 14 und 24 Minuten betragen. Die Fahrzeit von Eilendorf nach Rothe Erde beträgt etwa drei, nach Aachen Hauptbahnhof etwa sieben Minuten.
Die vertakteten Züge der Regionalexpress-Linien RE 1 und RE 9, der Intercity-Express und der Thalys durchfahren den Haltepunkt Eilendorf ohne planmäßigen Halt. An Wochentagen halten in Eilendorf morgens und abends Verstärkerzüge von und nach Köln oder Düsseldorf.
Der Haltepunkt Eilendorf ist an folgenden Linien des ÖPNV angebunden:
| Linie      | Linienverlauf | Takt                                                                         |
| ---------- | --- | ---------------------------------------------------------------------------- |
| RE 1 (RRX) | NRW-Express: Aachen Hbf – Aachen-Rothe Erde – Eilendorf –Stolberg (Rheinl) Hbf – Eschweiler Hbf – Langerwehe – Düren – Horrem – Köln-Ehrenfeld – Köln Hbf – Köln Messe/Deutz – Köln-Mülheim – Leverkusen Mitte – Düsseldorf-Benrath – Düsseldorf Hbf Stand: Fahrplanwechsel Dezember 2023 | 6.35 Uhr nach Düsseldorf 23.38 Uhr nach Aachen                               |
| RB 20      | Euregiobahn: Stolberg (Rheinl) Hbf – Eschweiler-St. Jöris – Alsdorf-Poststraße – Alsdorf-Mariadorf – Alsdorf-Kellersberg – Alsdorf-Annapark – Alsdorf-Busch – Herzogenrath August-Schmidt-Platz – Herzogenrath-Alt-Merkstein – Herzogenrath – Kohlscheid – Aachen West – Aachen Schanz – Aachen Hbf – Aachen-Rothe Erde – Eilendorf – Stolberg (Rheinl) Hbf hier Flügelung; Zugteil 1: – Eschweiler-West – Eschweiler Talbahnhof/Raiffeisenplatz – Eschweiler-Nothberg – Eschweiler-Weisweiler – Langerwehe – Düren; Zugteil 2: – Stolberg (Rheinl) Hbf (Gleis 27) – Stolberg-Schneidmühle – Stolberg Mühlener Bahnhof – Stolberg-Rathaus – Stolberg-Altstadt (aufgrund von Hochwasserschäden fahren die Züge nur bis Stolberg Rathaus. Schienenersatzverkehr findet weiterhin zwischen Stolberg Hbf und Eschweiler Talbahnhof statt) Stand: 30. April 2023 | 60 min (Stolberg Hbf–St. Jöris–AL-Annapark) 30 min 60 min (Langerwehe–Düren) |
| 2          | Preuswald – Kaiser-Friedrich-Park – Misereor – Elisenbrunnen – Aachen Bushof – Kaiserplatz – Josefskirche – Kennedypark – Geschwister-Scholl-Gymnasium – Hansmannstraße (Bahnhof) – Eilendorf Schubertstraße \|\| Mo–Sa alle 15 min, nach 20 Uhr und am Sonntag alle 30 min |                                                                              |
| 7          | Verlautenheide – Eilendorf Bf – Bf Rothe Erde – Frankenberger Viertel – Theater – Elisenbrunnen – Aachen Bushof – Ponttor – Laurensberg – Richterich Schönau \|\| Mo–Sa Halbstundentakt |                                                                              |
| 50         | Eilendorf Josefsstraße – Hansmannstraße (Bahnhof) – Brand \|\| Mo–Fr morgens und nachmittags einzelne Fahrten |                                                                              |

## Zukunft

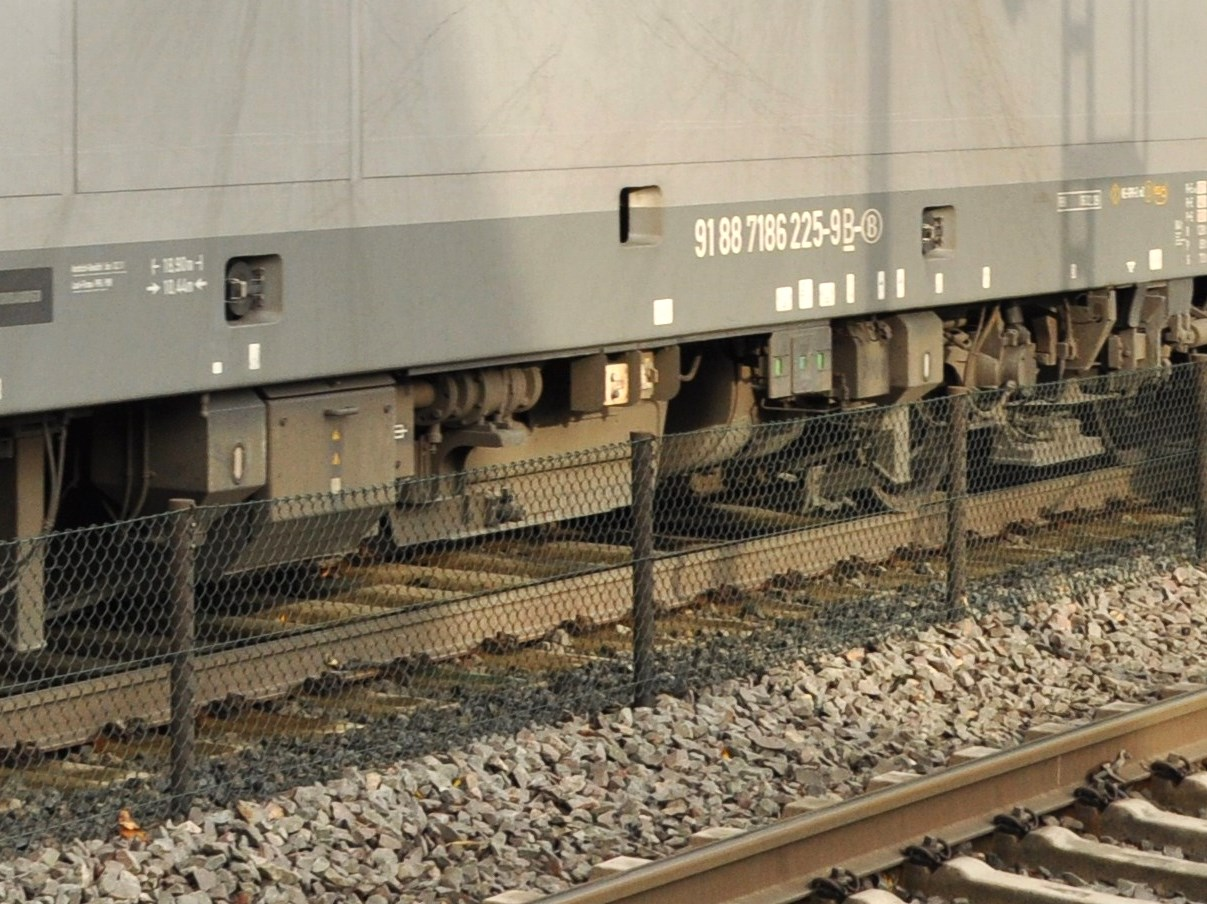
Zaun zur Verhinderung von unbefugtem Überqueren der Gleise

Es gab Planungen zu einem Umbau des Haltepunkts Eilendorf. Es besteht im Bereich des Haltepunkts keine Möglichkeit der Überquerung der Gleise in Form einer Brücke oder Unterführung. Anstelle des vorgesehenen Wegs über die benachbarte Brücke überquerten trotz schneller Zugdurchfahrten Fahrgäste unbefugt die Gleise. Ein zur Vermeidung dieses Verhaltens zwischen den beiden Gleisen aufgestellter und mit Verbotsschildern versehener Maschendrahtzaun zeigte dabei aufgrund seiner geringen Höhe kaum Wirkung.
Im Jahr 2013 wurde vom Aachener Verkehrsverbund, dem Zweckverband Nahverkehr Rheinland, dem Geographischen Institut der RWTH Aachen und von DB Station&Service eine Machbarkeitsstudie durchgeführt, die vier mögliche Varianten hervorbrachte. Die erste Planungsvariante beinhaltet eine Verlegung des Haltepunktes um etwa 200 Meter nach Westen, wo an einer bestehenden Straßenbrücke Treppen und Aufzüge installiert werden können, ähnlich wie es am Haltepunkt Aachen Schanz der Fall ist. Eine weitere Möglichkeit ist die Verlegung des Haltepunkts nach Osten und die Verbreiterung einer bestehenden Straßenunterführung. Die beiden verbliebenen Planungsvarianten beschreiben die Erneuerung des Haltepunktes an bestehender Stelle bei gleichzeitiger Errichtung einer Brücke oder einer Fußgängerunterführung. Bei den Planungen musste der mögliche Halt des Rhein-Ruhr-Express berücksichtigt werden.
Die Machbarkeitsstudie kommt zu dem Ergebnis, dass die Variante „Brücke Hansmannstraße“ in allen untersuchten Aspekten, einschließlich der prognostizierten Kosten (3,0 Mio. Euro, bzw. 4,1 Mio. Euro für die lange Variante) am besten abschneidet. Die Variante sieht den Neubau einer Brücke über die Bahngleise am Ende der Hansmannstraße vor, bei welcher der barrierefreie Zugang durch Aufzüge gewährleistet wird. An beiden Enden der Brücke soll ein Vorplatz mit Serviceeinrichtungen gebaut werden. Am 16. April 2015 beschloss der Mobilitätsausschuss der Stadt einstimmig, diese Variante planerisch weiter zu verfolgen, nachdem sich die Eilendorfer Bezirksvertretung am 4. März mehrheitlich dafür ausgesprochen hatte.
Die Planung des Umbaus des Haltepunkts Eilendorf, eines neuen Euregiobahn-Haltepunktes in Richterich und der Umgestaltung des Bahnhofs Aachen West mit Beteiligung der Bürger wurde von der Europäischen Union im Rahmen des Projekts Citizens’ Rail von Mai 2012 bis September 2015 mit 550.000 Euro gefördert.